# NT-Gymnasiet

NT-Gymnasiet var en gymnasieskola i Järfälla. Namnet på skolan kom av de två programmen som erbjöds på skolan det vill säga naturvetenskapsprogrammet och teknikprogrammet men även ett specialutformat samhällsvetenskapsprogram med naturvetenskaplig profil.
NV-programmet erbjöd inriktningarna Naturvetenskap och Matematik och datavetenskap. 
Teknikprogrammets profiler är Robotteknik, Interaktiv Design och Arkitektur och design. Alla NT-Gymnasiets lokaler renoverades mellan 2001 och 2005.
NT-Gymnasiet tillhörde Järfällas kommuns gymnaieskolor tillsammans med Samgymnasiet, HTS-gymnasiet, YTC-Gymnasiet och Kvarngymnasiet. Den 1 juli 2016 bildades Järfälla gymnasium, en sammanslagning av de tidigare gymnasieskolorna.